# Diócesis de Tulsa
La diócesis de Tulsa (en latín: Dioecesis Tulsensis y en inglés: Roman Catholic Diocese of Tulsa) es una circunscripción eclesiástica de la Iglesia católica en Estados Unidos. Se trata de una diócesis latina, sufragánea de la arquidiócesis de Oklahoma City. Desde el 13 de mayo de 2016 su obispo es David Austin Konderla.

## Territorio y organización
La diócesis tiene 68 394 km² y extiende su jurisdicción sobre los fieles católicos de rito latino residentes en 31 condados del estado de Oklahoma: Adair, Atoka, Bryan, Cherokee, Choctaw, Coal, Craig, Creek, Delaware, Haskell, Hughes, Latimer, Le Flore, McCurtain, McIntosh, Mayes, Muskogee, Nowata, Okfuskee, Okmulgee, Osage, Ottawa, Pawnee, Payne, Pittsburg, Pushmataha, Rogers, Sequoyah, Tulsa, Wagoner y Washington. 
La sede de la diócesis se encuentra en la ciudad de Tulsa, en donde se halla la Catedral de la Sagrada Familia.
En 2020 en la diócesis existían 77 parroquias.

## Historia
La diócesis fue erigida el 13 de diciembre de 1972 con la bula De sanctae Christi del papa Pablo VI, tras la división de la diócesis de Oklahoma City-Tulsa, que también dio lugar a la arquidiócesis de Oklahoma City.

## Estadísticas
Según el Anuario Pontificio 2021 la diócesis tenía a fines de 2020 un total de 62 174 fieles bautizados.
| Año                                                                             | Población            | Población | Población      | Sacerdotes | Sacerdotes    | Sacerdotes    | Bautizados por sacerdote | Diáconos permanentes | Religiosos | Religiosos | Parroquias |
| Año                                                                             | Bautizados católicos | Total     | % de católicos | Total      | Clero secular | Clero regular | Bautizados por sacerdote | Diáconos permanentes | Varones    | Mujeres    | Parroquias |
| ------------------------------------------------------------------------------- | -------------------- | --------- | -------------- | ---------- | ------------- | ------------- | ------------------------ | -------------------- | ---------- | ---------- | ---------- |
| 1976                                                                            | 39 871               | 1 131 500 | 3.5            | 89         | 65            | 24            | 447                      |                      | 34         | 226        | 80         |
| 1980                                                                            | 43 000               | 1 212 000 | 3.5            | 57         | 57            |               | 754                      | 9                    |            | 218        | 81         |
| 1990                                                                            | 54 486               | 1 330 100 | 4.1            | 98         | 69            | 29            | 555                      | 34                   | 37         | 188        | 84         |
| 1999                                                                            | 57 800               | 1 478 542 | 3.9            | 95         | 73            | 22            | 608                      | 50                   | 5          | 123        | 81         |
| 2000                                                                            | 56 790               | 1 500 000 | 3.8            | 96         | 76            | 20            | 591                      | 52                   | 25         | 112        | 81         |
| 2001                                                                            | 62 673               | 1 500 000 | 4.2            | 105        | 75            | 30            | 596                      | 51                   | 40         | 109        | 80         |
| 2002                                                                            | 61 000               | 1 560 683 | 3.9            | 104        | 73            | 31            | 586                      | 58                   | 40         | 101        | 81         |
| 2003                                                                            | 60 000               | 1 560 683 | 3.8            | 105        | 76            | 29            | 571                      | 57                   | 46         | 100        | 80         |
| 2004                                                                            | 56 094               | 1 527 376 | 3.7            | 94         | 75            | 19            | 596                      | 57                   | 29         | 92         | 80         |
| 2010                                                                            | 60 795               | 1 725 439 | 3.5            | 103        | 75            | 28            | 590                      | 58                   | 62         | 65         | 76         |
| 2014                                                                            | 63 000               | 1 778 000 | 3.5            | 106        | 82            | 24            | 594                      | 64                   | 64         | 55         | 77         |
| 2016                                                                            | 60 767               | 1 802 630 | 3.4            | 111        | 82            | 29            | 547                      | 76                   | 67         | 52         | 77         |
| 2017                                                                            | 60 825               | 1 816 830 | 3.3            | 115        | 80            | 35            | 528                      |                      | 74         | 52         | 77         |
| 2020                                                                            | 62 174               | 1 854 600 | 3.4            | 125        | 90            | 35            | 497                      | 53                   | 82         | 47         | 77         |
| Fuente: Catholic-Hierarchy, que a su vez toma los datos del Anuario Pontificio. |                      |           |                |            |               |               |                          |                      |            |            |            |

## Episcopologio
- Bernard James Ganter † (13 de diciembre de 1972-18 de octubre de 1977 nombrado obispo de Beaumont)
- Eusebius Joseph Beltran (17 de febrero de 1978-24 de noviembre de 1992 nombrado arzobispo de Oklahoma City)
- Edward James Slattery † (11 de noviembre de 1993-13 de mayo de 2016 retirado)
- David Austin Konderla, desde el 13 de mayo de 2016